# Heat (film, 1972)
Pour les articles homonymes, voir Heat.
Pour plus de détails, voir Fiche technique et Distribution.
Heat est une comédie dramatique érotique américaine réalisée par Paul Morrissey et sortie en 1972.
Il s'agit du troisième volet d'une trilogie débutée avec Flesh et Trash. Avec Heat, le réalisateur Paul Morrissey tente pour la première fois de faire un film hollywoodien. Dans le rôle principal, Joe Dallesandro incarne un jeune homme séduisant qui tente d'utiliser son pouvoir d'attraction sexuelle pour réactiver une carrière qui s'est éteinte prématurément. Dans un motel, il fait la connaissance d'une diva de cinéma vieillissante (Sylvia Miles) et exploite sans retenue ses contacts à ses fins. Le film repose avant tout sur les personnages et les dialogues.

## Synopsis
Joe Davis, un enfant vedette déchu mais à l'allure éblouissante, qui avait tenté sa chance en tant qu'auteur-compositeur-interprète après l'armée, mais qui n'a pas pu renouer avec ses succès passés, emménage dans un hôtel de Santa Monica dirigé par un travesti corpulent. En plus de lui, y vivent Ray et son frère handicapé mental, qui gagnent leur vie en organisant un spectacle érotique dans une boîte de strip-tease, et Jessica avec son amie lesbienne Bonnie et son jeune fils. Jessica est la fille de Sally Todd, une actrice vieillissante. Elle reconnaît immédiatement Joe parce que sa mère avait autrefois un rôle d'invitée dans la série populaire The Big Ranch, dans laquelle Joe jouait un rôle important. Elle veut absolument le présenter à sa mère, car elle espère ainsi que celle-ci lui accordera plus d'argent. La première rencontre entre Joe et Sally est donc assez froide.
Plus tard, lorsque Jessica emmène Joe chez sa mère, elle doit s'absenter à la dernière minute, car son amie Bonnie veut se suicider. Joe reste perplexe. Sally finit par lui montrer son immense villa et les deux se rapprochent. Après une nuit passée ensemble, elle tente de s'attacher Joe, beaucoup plus jeune, et lui promet de promouvoir sa carrière. Une première rencontre avec un journaliste de potins et un producteur de cinéma ne se passe pas de manière satisfaisante.
Lors d'une visite à l'hôtel, Sally est rendue jalouse par le travesti qui a brièvement eu une relation avec Joe. Elle décide alors de prendre Joe chez elle. Lorsque Jessica apprend la nouvelle, elle décide de retourner chez sa mère avec son fils. Elle révèle à Joe qu'elle n'est plus lesbienne et tente de le séduire, mais cela échoue. Joe se contente de la satisfaire avec sa botte. A un moment donné, l'ex-mari de Sally et ancien agent Sydney vient lui rendre visite, car Sally a des problèmes d'argent. Ils se disputent devant Jessica et Joe, puis se retirent dans une autre pièce où la dispute se poursuit. Pendant ce temps, Harold, le compagnon volage de Sydney, vient voir Jessica et Joe. Il leur montre des photos et s'en prend sans détour à Joe. Lorsque Sally et Sydney reviennent, Harold satisfait Joe oralement. Sally fait une scène qui se termine plus tard par une dispute avec Joe. Ce dernier en a assez et quitte Sally, qui est dévastée. Il retourne vivre à l'hôtel, où Sally apparaît un jour et tente de l'abattre. Mais comme le revolver s'enraye, elle jette l'arme à feu dans l'eau.

## Fiche technique
- Titre original anglais et français : Heat[1]
- Réalisation : Paul Morrissey
- Photographie : Paul Morrissey
- Montage : Jed Johnson, Lana Jokel
- Musique : John Cale
- Production : Andy Warhol, Paul Morrissey
- Société de production : Score-Sarx Productions
- Pays de production :  États-Unis
- Langue originale : anglais américain
- Format : couleurs - 1,33:1 - Son mono - 16 mm
- Durée : 102 minutes
- Genre : comédie dramatique érotique
- Dates de sortie :
  - France : mai 1972 (Festival de Cannes 1972)
  - États-Unis : 5 octobre 1972

## Distribution
- Joe Dallesandro : Joey Davis
- Sylvia Miles : Sally Todd
- Andrea Feldman (en) : Jessica Todd
- Pat Ast : Lydia
- Ray Vestal : Ray
- Lester Persky : Sidney
- Eric Emerson : Eric
- Harold Childe : Harold
- John Hallowell : John
- Gary Koznocha : Gary
- Pat Parlemon : Fille à la piscine
- Bonnie Walder : Bonnie

## Production
La partie finale de la trilogie Morrissey/Dallesandro, qui a commencé en 1968 avec Flesh et s'est poursuivie en 1970 avec Trash, est de loin la plus professionnelle. On a renoncé aux caractéristiques des deux autres films, comme la caméra tremblante, les sauts de son et d'image. En outre, contrairement aux instantanés de Flesh et Trash, le film raconte une histoire continue avec un début, un point culminant et une fin.
Le film est lié à la trilogie par l'acteur Joe Dallesandro et l'actrice Andrea Feldman (en), qui avaient déjà participé à Trash. Sylvia Miles, la vedette du film Macadam Cowboy, a pu être engagée pour le rôle de Sally Todd. La participation de certains membres de la Factory à Macadam Cowboy a marqué le début de la trilogie Morrissey/Dallesandro. Tout comme les deux films précédents de la trilogie, Heat contient quelques scènes érotiques qui brisent les tabous et une série de personnages improbables, comme le travesti qui gère l'hôtel, le couple de frères incestueux et Harold l'homosexuel.
Le film est similaire à Boulevard du crépuscule de Billy Wilder. Cependant, comme Morrissey l'a fait remarquer, il considérait tous ses films comme des remakes de Boulevard du crépuscule.
Comme pour les films précédents, Andy Warhol lui-même n'est pas apparu sur le plateau, mais a été tenu informé par Morrissey du déroulement des opérations. Warhol s'est également entretenu avec les actrices. Contrairement aux deux autres volets de la trilogie, Heat se déroule à Hollywood. La propriété dans laquelle vit Sally Todd dans le film était l'ancienne villa de Boris Karloff. En revanche, les scènes à l'hôtel ont été tournées à New York. Les dialogues sont en grande partie improvisés. La musique du film a été composée par John Cale (ex-Velvet Underground et ami de Warhol). Le budget était d'environ 50.000 à 100.000 dollars.
Andrea Feldman (en), qui joue une adolescente naïve babillant sans cesse aussi bien dans Trash que dans Heat, s'est suicidée peu après la fin du tournage. Warhol, le réalisateur Paul Morrissey et Fred Hughes, membre de la Factory, décidèrent donc de faire en petit comité l'avant-première du film, qui eut lieu le 5 octobre 1972 au Lincoln Center Film Festival.
Le film a rapporté environ deux millions de dollars aux États-Unis et a connu un grand succès auprès des critiques de cinéma.